# Novartis-Pavillon

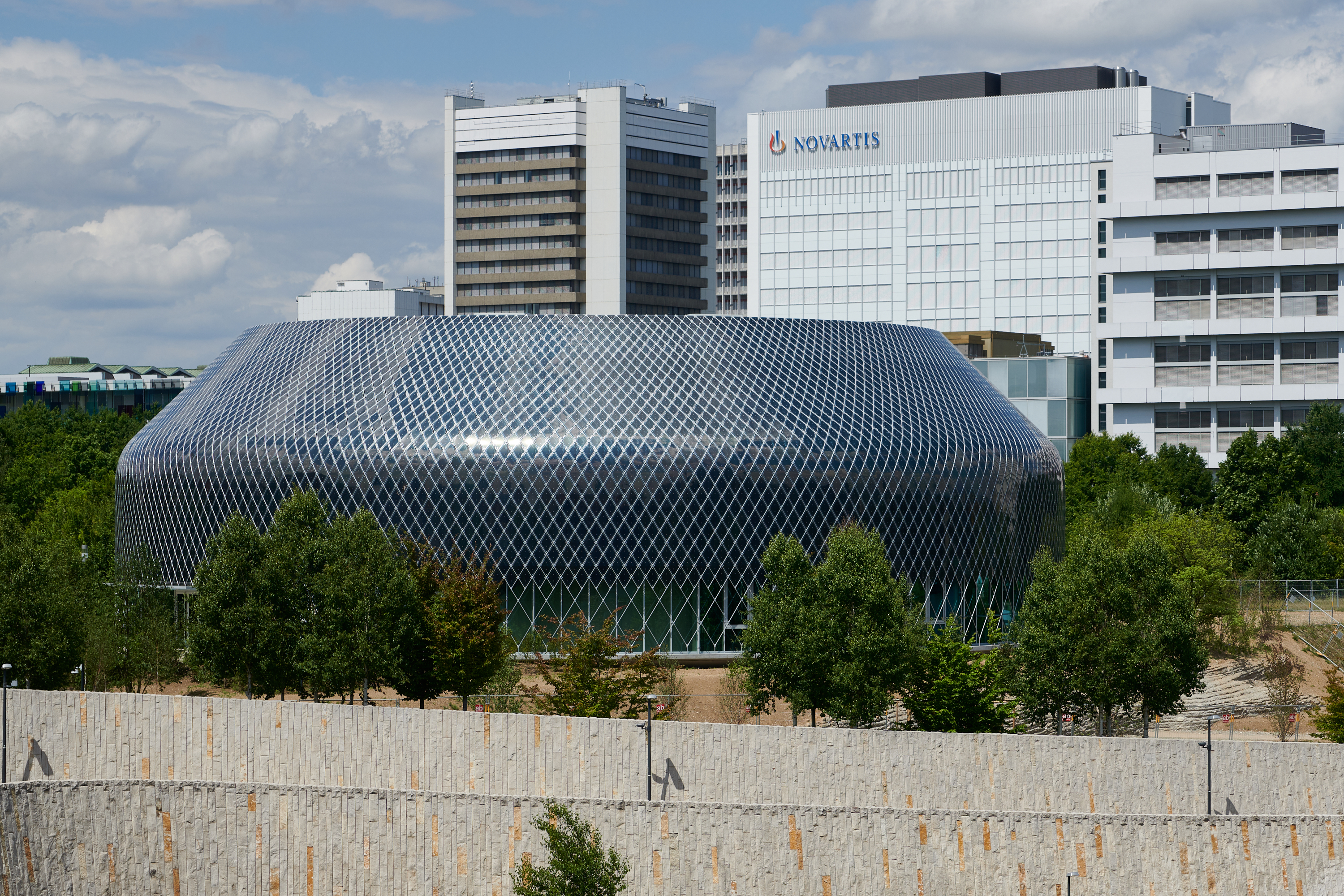
Novartis-Pavillon in Basel

Der Novartis-Pavillon ist ein öffentliches Gebäude für Ausstellungen und Veranstaltungen in der Schweizer Stadt Basel. Das Gebäude liegt im südlichen Teil des Novartis Campus im Stadtteil Basel-St. Johann. In seiner Nähe steht die Dreirosenbrücke. Die Eröffnung erfolgte am 30. April 2022.

## Aufbau und Architektur
Entworfen wurde das Gebäude vom Architekturbüro AMDL CIRCLE und dem italienischen Architekten und Designer Michele De Lucchi aus Mailand. Erbaut wurde das Gebäude durch das Architektenbüro Blaser aus Basel. De Lucchi verwendete eine Kombination von natürlichen und technischen Materialien, da in seinen Entwürfen auch die Nachhaltigkeit eine wichtige Rolle spielte. Beispielsweise entstand die gesamte Tragkonstruktion aus Holz.
Unterteilt ist das Gebäude in zwei Stockwerke. Während im Erdgeschoss Räume für Begegnungen und Veranstaltungen sowie ein Café zur Verfügung stehen, kann man im Obergeschoss die Ausstellung Wonders of Medicine (auf Deutsch: „Wunder der Medizin“) besuchen.

## Null-Energie-Medienfassade
Ausserdem ist die Fassade des Gebäudes mit etwa 10.000 organischen Photovoltaik-Zellen durch das Unternehmen ASCA ausgestattet sowie mit 30.000 LEDs ausgestattet. Die Fassade wird mit einem minimalen Lichtkontrast erleuchtet, der sich ständig angepasst und sogar gemessen wird.